# Ô Quan Chưởng

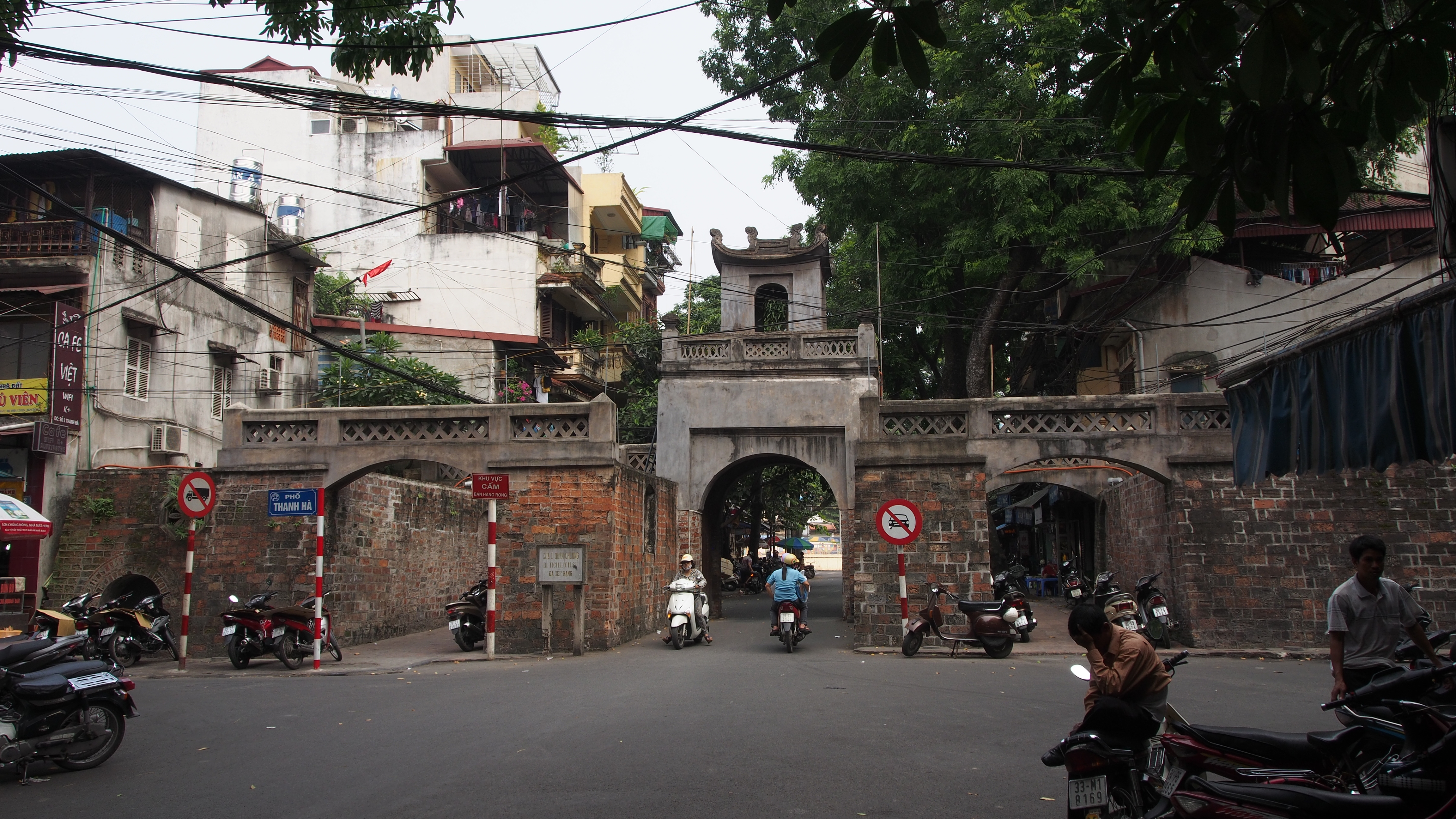
Cửa ô Quan Chưởng

Ô Quan Chưởng (hay còn gọi là ô Đông Hà, ô Thanh Hà, ô Cửa Đông, tên chữ là Đông Hà môn (東河門, tức cửa phường Đông Hà) là một cửa ô của Hà Nội xưa, nằm ở phía Đông của toà thành đất bao quanh Kinh thành Thăng Long, được xây dựng vào năm Cảnh Hưng thứ 10 (1749), đến năm Gia Long thứ ba (1817) được xây dựng lại và giữ nguyên kiểu cách đến ngày nay. Đây là một trong 21 cửa ô còn sót lại của thành Thăng Long cũ.
Ngày nay, ô Quan Chưởng nằm trên phố Ô Quan Chưởng, đầu phố Hàng Chiếu, gần dưới chân cầu Chương Dương. Thời xưa, ô Quan Chưởng nằm trên đường từ trong thành phố đi ra bờ sông, thuộc địa phận phường Đông Hà, tổng Hậu Túc (sau đổi là Đồng Xuân), huyện Thọ Xương cũ. Từ cửa ô ra đến bờ sông Hồng là con đường dài tám chục mét. Phía ngoài cửa ô trước kia coi như đất ngoại thành.
Cổng xây có vọng lâu được canh gác và kiểm soát cẩn mật để giữ an ninh cho khu phố buôn bán bên trong. Hiện cửa ô còn nguyên lối tam quan với cửa chính và hai cửa phụ hai bên, trên nóc cửa chính có vọng lâu, tường phía trái cửa chính có gắn một tấm bia đá do Tổng đốc Hoàng Diệu cho đặt năm 1881 ghi lệnh cấm người canh gác không được sách nhiễu nhân dân mỗi khi qua lại cửa ô. Bên trên cửa lớn có ba chữ Hán 東河門 (Đông Hà môn).
Ca dao về Ô Quan Chưởng có câu:
Long Thành bao quản nắng mưa
Cửa Ô Quan Chưởng bây giờ còn đây.

## Tên gọi
Tương truyền, tên gọi Ô Quan Chưởng bắt nguồn từ sự kiện xảy ra vào năm Tự Đức thứ 26, khi thực dân Pháp đánh thành Hà Nội (20 tháng 11 năm 1873). Sách Người và cảnh Hà Nội của cụ Hoàng Đạo Thúy đã ghi: "Song song với Hàng Đậu là Hàng Khoai. Dưới chợ là phố Mới, đầu phố chỗ gần bờ sông có cửa ô Quan Chưởng (cửa Đông Hà) còn nguyên cổng xây cũ, đoạn này gọi là phố Hàng Chiếu. Trước khi Tây sang, tên Dupuis (涂普義 - Đồ Phổ Nghĩa) gây cơ sở ở đây cùng với bọn khách trú, khi Francis Garnier đánh thành thì một ông Chưởng cơ, cùng một trăm chiến sĩ đã giữ thành này đến người cuối cùng!...". Tuy nhiên, sự kiện năm 1873 cho đến nay vẫn chưa được xác minh. Do vậy, người Pháp gọi Ô Quan Chưởng là Porte Jean-Dupuis.